# Ville en transition

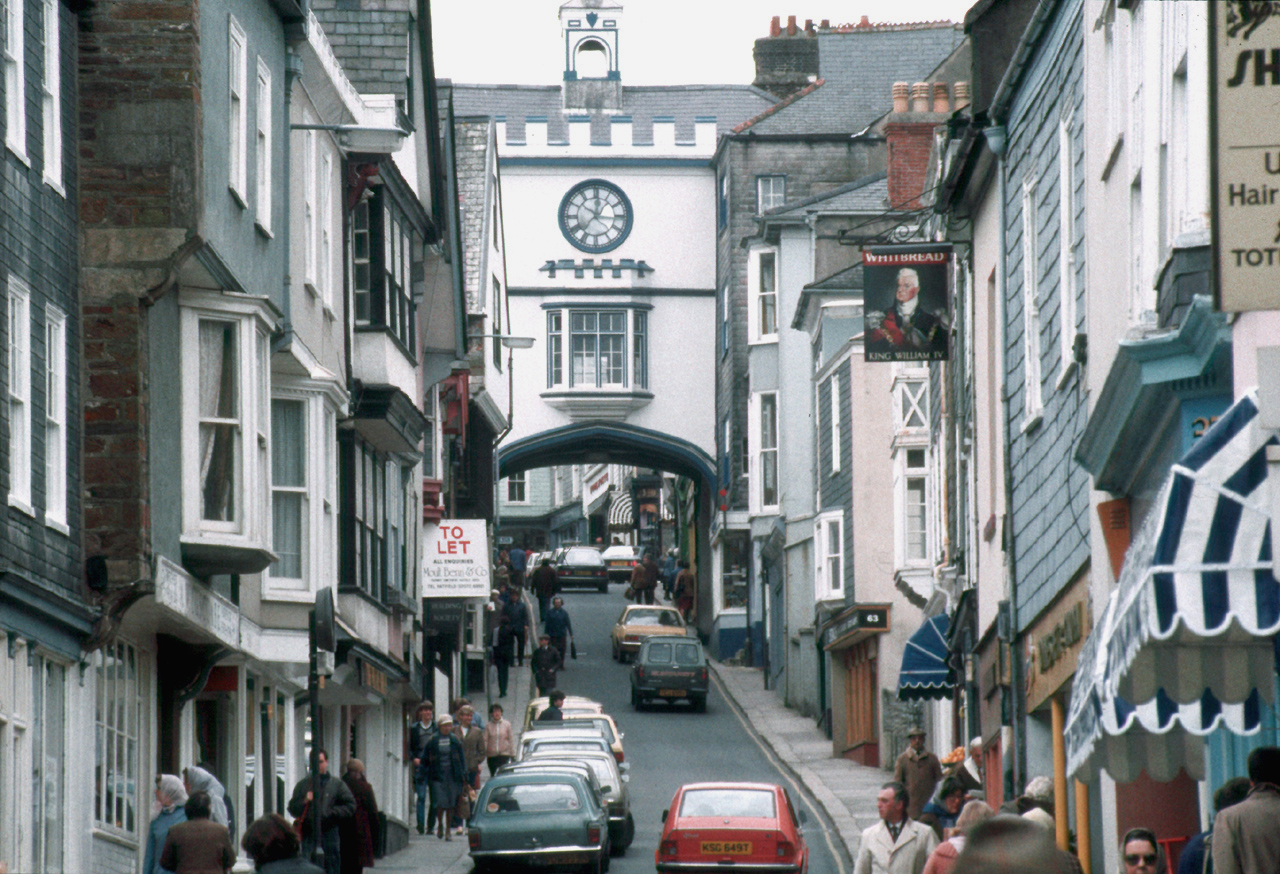
Totnes, Devon : une ville en transition.

Le réseau des villes en transition est un mouvement social qui rassemble des groupes animant dans leur commune une initiative de transition, c'est-à-dire un processus impliquant la communauté et visant à assurer la résilience (capacité à encaisser les crises économiques et/ou écologiques) de la ville face au double défi que représentent le pic pétrolier et le dérèglement climatique. 
Ce mouvement s'inspire d'un exercice de descente énergétique locale, effectué en 2005 par les étudiants du cours de soutenabilité appliquée de l'université de Kinsale sous la direction de Rob Hopkins, formateur et enseignant en permaculture. La première mise en application a été initiée en 2006 dans la ville de Totnes au Royaume-Uni. Depuis, le mouvement est devenu international et compte plus de 960 initiatives officielles.

## Raisons

### Pic pétrolier

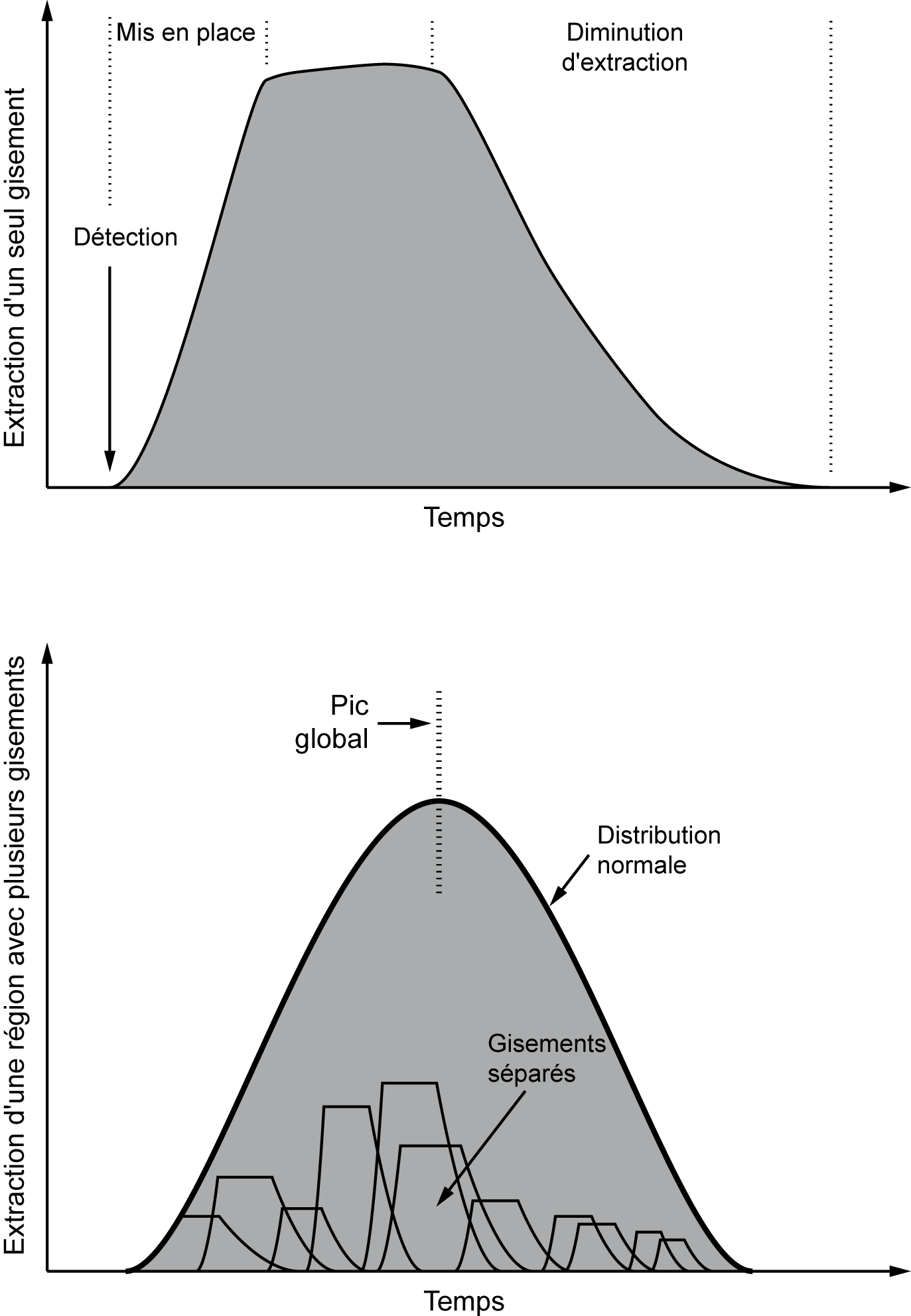
Courbe théorique du pic de production

La notion de pic pétrolier n'exprime pas la fin des réserves de pétrole, mais traduit la fin du pétrole conventionnel bon marché. À l'échelle d'une région, la production de pétrole suit une courbe de distribution normale (voir le cycle d'exploitation d'un gisement), c'est-à-dire que la production croît rapidement, avant de s'infléchir, de passer par un plateau de production, pour suivre le mouvement inverse. Le pic pétrolier est la date à laquelle le niveau d'extraction mondiale n'augmentera plus, traduisant le maximum de production atteint. À ce moment-là, et pour la première fois, la demande excèdera durablement la production, provoquant une hausse des prix qui s'intensifiera à mesure que la production décroîtra. 
L'estimation de la date du pic pétrolier varie suivant les compagnies pétrolières, les institutions officielles et les associations d'étude du pic. Ces différences peuvent provenir d'une vision différente (vision économiciste dans laquelle la production suit la demande), d'une divergence sur la théorie (la notion même de pic pétrolier), de l'incertitude sur l'estimation de certaines données (les réserves sont des données géostratégiques) ou sur différents modes opératoires de calcul (prise en compte ou non du pétrole non conventionnel). De plus, la consommation, autre variable affectant le pic, est soumise à des évènements (externes ou issus de rétroactions), par exemple politiques ou économiques. Les différents pronostics vont donc du déni d'un pic pétrolier pour l'OPEP, à l'horizon 2020 pour la compagnie Total, ou en 2008 pour l'ASPO (association pour l'étude du pic du pétrole et du gaz naturel).

### Descente énergétique
Les initiatives de transition, qui nécessitent une descente énergétique, s'intéressent aux réponses à apporter pour résister aux différentes crises, dont celle du pic pétrolier.
Aussi, plus que supporter le pic lui-même, l'enjeu est le futur énergétique dicté par la déplétion de pétrole. La tentation d'exploiter les gaz de schiste peut freiner les démarches de transition.
Le concept de descente énergétique est défini par Rob Hopkins comme « le déclin continu de l'énergie nette sur laquelle se base l'humanité, qui est le reflet de la montée énergétique qui a pris place depuis la révolution industrielle. La descente énergétique se réfère également au scénario d'un futur dans lequel l'humanité s'est adaptée avec succès au déclin des énergies fossiles disponibles et est devenue plus locale et autosuffisante. C'est un terme privilégié par ceux qui voient le pic énergétique comme une possibilité vers un changement positif, plutôt que comme un désastre inévitable ».

### Conséquences
Les pays dépendent du pétrole dans leur approvisionnement en énergie primaire qui en représente plus du tiers. Concernant la France, le pétrole compte pour 33 % de la consommation d'énergie primaire, et pour près de 44 % de la consommation énergétique finale (près de 70 % pour les énergies fossiles). Le pétrole a des propriétés et des qualités uniques qui dans nos sociétés le rendent indispensable dans un certain nombre de domaines, notamment ceux des transports et de la pétrochimie (matières plastiques, solvants, médicaments, fibres synthétiques, etc.). Ces propriétés rendent également le pétrole indispensable pour la fabrication et la mise en place d'énergies alternatives (construction de centrales, traitement et stockage des déchets nucléaires, construction d'éoliennes ou de panneaux solaires, etc.).

## Principes
Le mouvement des initiatives de transition s'intitulait à l'origine « villes en transition » (Transition Towns). Pour faire face à la diversité des différentes structures dont s'occupaient les différents groupes de transition (villes, villages, îles, districts, zones géographiques diverses, etc.), le mouvement a été renommé mouvement des « initiatives de transition » (Transition Initiatives).
« Le mouvement de transition est un mouvement international qui vise à inspirer, à catalyser et à soutenir les réponses des communautés face au pic pétrolier et au changement climatique. C'est un mouvement qui a une vision positive, centré sur l'élaboration et la mise en œuvre de solutions, qui développe différents outils pour construire de la résilience et de la joie dans le monde. De l'éveil des consciences et de la création de groupes locaux d'alimentation, à l'édition de monnaies locales et au développement de « plans B » pour leur communauté, les mouvements de transition cherchent à prendre la fin de « l'âge du pétrole » comme une immense opportunité : l'opportunité de repenser profondément la plupart de ce que nous considérons comme acquis ».
L'objectif de toute initiative de transition est de définir et mettre en œuvre un « plan d'action de descente énergétique » (PADE) propre à sa communauté, qui dessine une vision à 20 ans de ce que peut être un lieu de vie où la dépendance aux énergies fossiles est minimale et la résilience maximale. Pour ce faire, le plan d'action décrit, pour différents domaines comme l'alimentation, le transport ou la santé, les étapes de la transition permettant de remplir les objectifs fixés.
C'est dans le but d'aider les communautés souhaitant élaborer et mettre en place un PADE que le réseau des initiatives de transition a conceptualisé à partir des expériences des initiatives pionnières, un ensemble de principes directeurs formant une sorte de fondement théorique; un ensemble d'étapes qui structurent une initiative de transition dans le temps; ainsi qu'un ensemble de techniques pratiques.
Le concept de ville en transition est basé sur un ensemble de principes qui se veulent facilement compréhensibles, et qui le distinguent des autres mouvements alternatifs.

### Prise de conscience
Une des premières actions des villes en transition est de former le public aux enjeux du pic pétrolier et du dérèglement climatique. Les informations des médias sont souvent vagues et en dehors de la portée d'action du citoyen lambda, et sont souvent en contradiction avec les autres messages (qui présentent le modèle de développement actuel comme allant de soi, ou diffusant des publicités pour des voyages en avion)[réf. nécessaire].
Les fondateurs du mouvement de transition[Qui ?] analysent les raisons de l'inaction des gens conscients des dangers écologiques de leur mode de vie en faisant le parallèle entre la dépendance au pétrole et les études psychologiques des comportements face à la dépendance toxicologique.

### Influence de la permaculture
L'influence de la permaculture est prégnante dans le concept des villes en transition. Rob Hopkins, l'initiateur du mouvement, enseigne la permaculture depuis 2001.
La permaculture est une science de conception visant la création de lieux de vie humains soutenables. Lorsqu'il découvrit la réalité du pic pétrolier, le premier réflexe de Rob Hopkins fut de se servir des principes de la permaculture pour organiser une réponse. Il s'appuya notamment sur les travaux de David Holmgren, cofondateur de la permaculture.
L'idée centrale des villes en transition, la résilience, est directement inspirée des écosystèmes naturels. En effet, ces derniers ont, contrairement à nos champs cultivés, la propriété d'être stables, diversifiés, de consommer un minimum d'énergie, d'être autonomes (cycles fermés) et de ne pas produire de pollution (grâce à la forte interconnexion de ses éléments : les déchets d'un système sont utilisés par d'autres systèmes). C'est un modèle parfait pour des systèmes humains devant drastiquement réduire leur consommation d'énergie et leurs émissions de CO2 (et d'autres polluants).
L'apport de la permaculture est d'offrir une base philosophique ainsi que des principes généraux et des exemples concrets de mise en œuvre de systèmes basés sur les caractéristiques souhaitables des systèmes naturels. 
Cependant la permaculture souffre de deux inconvénients, qui ont participé à la création des villes en transition. Tout d'abord, la permaculture a vu le jour en Australie, dans un contexte géographique de terres abondantes mais de climat difficile. Ces deux points ont amené la permaculture à se focaliser sur la production de nourriture, et l'aménagement de terrains individuels (ou de petites communautés). Le mot permaculture vient d'ailleurs à l'origine de la contraction de permanent agriculture (agriculture soutenable), avant d'être redéfinie comme permanent culture (culture durable), sous le travail de David Holmgren. Deuxièmement, la permaculture est un concept difficile à expliquer facilement à la première personne venue (Rob Hopkins s'amuse à dire qu'il faut un tableau, des feutres, et quinze minutes pour dessiner des poules, des mares et des serres).
Ces deux points font dire à Rob Hopkins que les permaculteurs privilégient généralement une distanciation vis-à-vis de la majorité de la société (vivant dans des villes de moyenne et grande taille), en retournant à la campagne et aménageant leur terrain, plutôt que de choisir de transformer directement la société. Si la permaculture est cette première vision, les villes en transition seraient donc cette seconde facette complémentaire.

## Étapes
Les étapes de la transition peuvent servir de guide de route à une nouvelle initiative de transition. Elles ont été élaborées pour maximiser les chances de succès d'une initiative, et la rendre plus efficace. Par exemple, la première expérience d'initiative de transition, initiée par Rob Hopkins et les étudiants du cours de soutenabilité appliquée de l'université de Kinsale, a commencé par la rédaction d'un plan d'action de descente énergétique. Mais la mise en œuvre de ce plan a échoué car il n'y avait pas eu de travail préparatoire pour initier les habitants et les politiques aux enjeux des crises à venir, et à l'importance d'un plan énergétique approprié[réf. nécessaire]. Se basant sur les retours d'expériences des premières initiatives de transition, douze étapes ont été définies. Cette section présente un résumé de certaines de ces étapes.

### Former un groupe de pilotage temporaire
Le groupe de pilotage se compose d'environ six personnes, et permet d'initier une transition. Les personnes formant ce groupe doivent bien maîtriser (ou se former sur) les notions de pic pétrolier et de dérèglement climatique, ainsi qu'avoir une bonne idée du mouvement des initiatives de transition. Ce groupe va prendre en charge les étapes suivantes jusqu'à la création des groupes de travail. Une fois que quatre de ces groupes de travail seront formés, le groupe de pilotage sera dissous et recomposé à partir d'une personne de chaque groupe de travail.
Le groupe de pilotage ne doit pas être trop grand pour pouvoir être efficace, mais doit contenir un minimum de personnes, pour que l'initiative ne repose pas que sur la volonté d'une ou deux personnes.
Il est conseillé à au moins un membre de suivre une formation en permaculture, et il est nécessaire qu'au moins deux membres du groupe de pilotage suivent une formation aux initiatives de transition (uniquement en anglais à l'heure actuelle) pour que l'initiative soit reconnue officiellement. Une formation existe maintenant en français, à l'initiative de l'Université des Colibris. Des formations sont également données en Belgique par le réseau transition.

### Sensibiliser
La sensibilisation permet d'introduire les notions de pic pétrolier et de dérèglement climatique, ainsi que de descente énergétique et de résilience, à la communauté (grand public, décideurs économiques, instances politiques). Cette sensibilisation peut prendre plusieurs formes (articles de presse, interventions dans des écoles, etc.), mais c'est en général les projections avec conférence et débats qui sont privilégiées.

### Économie
L'action qui a eu le plus grand retentissement pour la transition de Totnes est la création d'une monnaie locale, le « Totnes Pound ». Une telle monnaie a pour but de relocaliser les échanges économiques, et d'éviter la fuite de la richesse. 
De nombreuses monnaies locales existent, ainsi 66 systèmes de monnaie locale existent ou sont en projet en Allemagne et en Angleterre. Il existe en Suisse, le système du WIR depuis 1930 (1 700 millions d'euros d'échanges en 2007) et les BerkShares dans le Vermont (États-Unis) depuis 2006 (1 million de billets en circulation). Ces actions sont encouragées par les acteurs locaux : élus, banquiers, et bien sûr entreprises et commerçants. Un système existe en France, le Sol (pour solidaire) à Grenoble.

### Alimentation
L'alimentation occidentale est fortement dépendante des énergies fossiles, et une transition dans ce domaine est donc inéluctable. La résilience dans le domaine de l'alimentation passe par une relocalisation et des modifications de la production agricole.
Ainsi des projets pourront avoir comme objectif de développer des potagers ruraux ou urbains, individuels ou collectifs (jardins familiaux, jardins communautaires), la plantation d'arbres (avec par exemple le projet de plantation de noyers à Totnes), ou le partage de graines, pour augmenter les savoirs, les pratiques et l'autoproduction au sein de la communauté.   Aujourd'hui, en France -- il y a 172 projets de « guerrilla gardening » (jardinière/potagère en français) dont 98 dans l'Ile de France.  Le « guerilla gardening » désigne un mouvement ((suivant l'exemple de « People's Park » (Berkley 1969)) de réappropriation d'espaces délaissés au profit d'une émergence végétale quelle qu'elle soit. Il n'attend pas d'autorisation particulière pour aller jardiner ces espaces qui sont souvent délaissés depuis déjà très longtemps.

### Transports
Dans le domaine des transports, comme pour l'énergie qui est liée, l'action la plus efficace est d'éviter de consommer ou détruire des ressources. Le second est de transporter ou se déplacer par des moyens qui préservent mieux la nature. Les transports sur rail offrent une très bonne efficacité énergétique (voir efficacité énergétique dans les transports). On aboutit donc à 2 types d'initiatives :
- Multiplier les circuits courts pour favoriser l'activité locale et limiter la consommation de pétrole liée aux transports (Amap, filière bois énergie …) ; amplifier les relocalisations économiques.
- Se déplacer autrement : transports en commun, bicyclettes, transformation de routes en vélo-route, zone piétonne, covoiturage et même autopartage (partage d'une voiture pour plusieurs personnes).

### Énergie
La consommation d'énergie est essentiellement la conséquence de choix dans tous les autres domaines. Ainsi, une agriculture biologique, le choix des transports en commun, de produits locaux et de saison diminue l'empreinte énergétique au niveau local comme global.
Le scénario négaWatt propose une réduction de l'empreinte énergétique sur la période 2000-2050 suivant trois axes : sobriété, efficacité énergétique et utilisation d'énergies renouvelables.

### Autres
- Recycler et réutiliser : développer le compostage (éventuellement collectifs) pour utiliser ses déchets verts et produire localement engrais naturel et pesticides biologiques (par exemple le purin d'ortie), favoriser la réutilisation (Emmaüs, ressourceries, brocantes, braderies, marché aux puces, dons).

## Mouvement francophone
Tout comme la permaculture, les villes en transition se développent principalement dans les pays anglophones (Angleterre, États-Unis, Australie…).  En France, les villes en transition ont acquis une plus grande visibilité depuis la parution d'un article dans le numéro de février 2009 du journal S!lence et de la parution du livre Antimanuel d'écologie d'Yves Cochet, qui y consacre une demi-douzaine de pages. En mars 2009, le site francophone des villes en transition est lancé.

## Mouvements similaires ou proches
D'autres mouvements ont traité les mêmes problématiques que le mouvement des villes en transition, c'est le cas notamment de l'association Depletion Analysis Centre au Royaume-Uni et l'ONG Post Carbon Institute aux États-Unis. Ces organismes ont rédigé des guides pour aider les municipalités à affronter le pic pétrolier, dans l'esprit du Protocole de Rimini pour leur permettre de l'appliquer dans leur ville.

### Décroissance
Le mouvement de la décroissance[Qui ?] (ou de l'après-développement) est en France celui qui pourrait se rapprocher le plus des initiatives de transition. Les points communs sont en effet nombreux : décroissance énergétique, relocalisation de l'économie, diminution de l'empreinte écologique, réappropriation des savoirs et des techniques, simplicité volontaire…
Les positions des mouvements décroissants vis-à-vis des instances politiques diffèrent également. En effet, soit les mouvements y sont intégrés (avec la création d'un parti pour la décroissance), soit ils se trouvent dans une position de confrontation (manifestations, désobéissance civile, position anarchiste, etc.).
La décroissance ne possède également pas la philosophie permaculturelle sous-jacente dans les initiatives de transition, notamment la compréhension des écosystèmes naturels et leur transposition à des systèmes anthropiques.

### Économie sociale et solidaire
Les solutions économiques et écologiques mises en place par le mouvement des villes en transition s'inscrivent dans la mouvance de l'économie sociale et solidaire, solutions alimentaires via les circuits courts et les AMAP, solutions énergétiques via les coopératives d'énergies renouvelables, la mise en place de monnaies complémentaires, la gestion des biens communs suivant les principes de solidarité, collaboration, coopération qui sous-tendent l'ESS.

### Autres
- La « transition énergétique » s'inscrit généralement dans une perspective d'économie circulaire et « écologiquement efficiente » (avec par exemple le recyclage complet des déchets, et l'usage d'éco matériaux) ;
- La transition évoque souvent aussi une nouvelle forme du travail des métiers plus orientés vers l'utilité écologique et sociale et non sur la seule augmentation de la production[30] ;
- La « transition énergétique » appelle aussi une transition vers une économie de la fonctionnalité.
- Elle s'insère plus largement dans la transition écologique et sociale que certaines collectivités intègrent peu à peu[31] comme objectif et nouveau modèle de développement (La Région Nord-Pas-de-Calais dispose ainsi d'une Commission « Transformation écologique et sociale », présidée par Jean-François Caron, qui peut notamment appuyer une transition énergétique sur des scénarios alternatifs[32] produit par « Virage énergie » avec comme enjeux « se préparer au pic pétrolier, se passer rapidement du nucléaire, lutter contre le dérèglement climatique ». La Région Île-de-France développe des actions de « conversion écologique ») ;
- Jeremy Rifkin a théorisé dans les années 2000 le concept d'une 3ème révolution industrielle, bâtie sur 5 piliers qui nécessitent et permettent une transition énergétique, mais la voiture (électrique ou à hydrogène) reste un élément central de son système ;
- Lester Brown propose une économie solaire (où l'énergie est d'origine photovoltaïque, éolienne, ou fournie par des moteurs à hydrogène, tout en développant le vélo…). Il propose un « plan B »[33],[34] (réduction de 80 % des émissions de gaz à effet de serre) ; via un nouveau modèle énergétique et une taxe carbone à mettre en place entre 2010 et 2020, pour une « 3° transition énergétique » (la 1re étant le passage du bois au charbon du XIXe siècle, et la 2de le passage du charbon au pétrole au XXe siècle) ;
- Serge Latouche va dans le même sens dans son traité de la décroissance sereine[35] en proposant une accroissance « solaire » ;
- La notion de transition a donné lieu en France à la création d'un « Collectif pour une transition citoyenne » s'appuyant sur une dizaine de mouvements citoyens actifs dans de nombreux secteurs d'activité (agriculture, finance, éducation, énergie, économie, bien-être social, insertion, démocratie, accompagnement du changement) ;
- Un festival de la transition a été organisé en 2012 et 2013 à Cluny[36] ;
- Qu'est-ce qu'on attend ? est un film documentaire de Marie-Monique Robin de 2016 mettant en évidence l'engagement d'une ville alsacienne : Ungersheim.

## Critiques
Des critiques ont été émises à l'encontre du mouvement des initiatives de transition. Certaines affirment que le mouvement n'atteint pas ses objectifs. D'autres prétendent que le mouvement dessert les buts qu'il s'est fixé. La plupart des assertions ci-dessous se retrouvent dans le texte d'un collectif écologiste britannique, Le mouvement des initiatives de Transition et son rôle dans le changement social, qui se veut une « critique constructive » du mouvement afin de l'améliorer. Ce texte appelle à ajouter de la lutte politique en plus de la construction d'alternatives économiques.

### Inaptitude présumée à réaliser la transition
Tout d'abord, les initiatives de transitions seraient faibles à l'interne. Le modèle de désintoxication psychologique retenu par Rob Hopkins serait trop généralisant et simpliste, la transition intérieure des gens serait donc incomplète,. Les personnes s'engageant dans la Transition seraient minoritaires : il s'agirait avant tout de jeunes et de retraités possédant de forts capitaux en argent, en culture et en renseignements sur la problématique socio-écologique,,. Par ailleurs, les transitionneurs seraient sujets à un défaut d'aptitudes utiles, à du surmenage, à de la conflictualité interpersonnelle, à du découragement, à un manque de disponibilité pour les jeunes et à un déficit de vigueur pour les seniors,. Les ressources financières ne seraient pas assez importantes,. Cette précarité des initiatives mènerait à devoir trouver des financeurs extérieurs et à être moins autonome.
Ensuite, les initiatives ne formeraient pas des réseaux concluants de services fondamentaux à même de se substituer à l’économie capitaliste,. De plus, si un maillage substantiel se mettait en place, la société de consommation subsisterait à ses côtés,. Par ailleurs, il n'existerait pas de liaison mécanique entre, d'une part, le niveau local du mouvement et, d'autre part, l'échelle globale des gouvernements étatiques : les actions du « bas » ne feraient pas basculer automatiquement le « haut » dans la transition,,. En outre, si cette influence était possible, le système en place ne la laisserait pas se réaliser,.
Plus généralement, l'objectif de descente énergétique volontaire serait inatteignable car dans l'histoire une telle décroissance ne se serait jamais produite intentionnellement mais seulement par la force des choses,. L'objectif de changer de système serait impossible étant donné l’extrême complexité de ce dernier, le rendant invulnérable à tout mouvement social. Enfin, un effondrement sociétal ne ferait pas adopter les solutions du mouvement, mais devrait plutôt faire advenir la guerre civile.

### Contre-productivité supposée
Les initiatives de transition ne menaceraient pas l’économie de marché et seraient au contraire intégrées à l’économie capitaliste. Le mouvement offrirait aussi de nombreux concepts nourrissant le greenwashing,.
Également, le mouvement pourrait servir la libéralisation de l’économie en privatisant des activités essentielles jusqu’alors pourvues par le service public,. Il serait un outil néolibéral de déconstruction de l’État providence en matière sociale et environnementale.
La notion de transition serait instrumentalisée par le pouvoir comme « mythe pacificateur » pour laisser penser que ce dernier agit alors qu’il n’en est rien. Ensuite, la positivité du mouvement et son évitement de critiques profondes du système désarmeraient les transitionneurs contre ce dernier,,. Le découragement de la confrontation arrangerait le système et irait dans son sens,. Cette dépolitisation pourrait inciter les gouvernements à instaurer un capitalisme davantage despotique,.

## Réponses de Rob Hopkins aux critiques
Ces critiques ont donné lieu à des réponses de la part de Rob Hopkins,,,,.

### Mouvement adaptable et ouverture des possibles
Tout d'abord, Hopkins affirme que le mouvement est au courant de ses propres faiblesses et qu'il les exprime explicitement. Cependant, il rappelle que le mouvement est relativement récent et que ses principes de base - inclusivité, autonomie des initiatives, expérimentation et adaptabilité - doivent le faire s'améliorer avec le temps,,. Par ailleurs, cette permanente itération serait une caractéristique particulièrement enthousiasmante du mouvement. Ainsi, Hopkins concède qu'il n'a pas encore trouvé une théorie complète du changement psychologique. De même, il reconnaît que les transitionneurs sont encore trop homogènes. Enfin, Hopkins ne dit pas que les initiatives sont toujours couronnées de succès et notamment dans son Manuel il appuie déjà sur le besoin de (ré)apprendre des savoir-faire manuels et sociaux. Mais le mouvement essaie des choses concrètes et tente d'avancer vers le mieux,.
Ensuite, Hopkins fait un pari sur l'avenir. Selon lui, il n'est pas dit qu'un jour les initiatives puissent réaliser un tissu économique total. Cependant, Hopkins pense que c'est la meilleure voie pour atteindre cet objectif et que le temps jugera du mouvement,,. De plus, si la Transition atteint son but, la société de consommation sans assise de consentement disparaitrait d'elle-même,,. Par ailleurs, partant du principe que la majorité des citoyens et des dirigeants économiques et politiques sont des gens ordinaires non malfaisants par dessein, Hopkins pense que l’approfondissement du pic pétrolier, du réchauffement climatique et de l'exemplarité du mouvement de la Transition intéressera de plus en plus ces acteurs et les obligera à s'impliquer fermement dans la descente énergétique et la résilience locale,.
Hopkins trouve donc également que la contrainte externe peut accélérer les changements, mais il pense aussi que l'on peut l'anticiper. De plus, le mouvement développe des plans d'action de descente énergétique « qui regardent les possibilités, plutôt que les probabilités ». Le futur n'est pas donner d'avance, il est modifiable. Le but est d'imaginer ce qui est souhaitable et de le construire pour transformer l'avenir et le faire tendre vers la soutenabilité, dans un optimisme de l'action.

### Une approche plus efficace et complémentaire à la confrontation
À propos de la cooptation par le pouvoir économique et politique, Hopkins affirme qu'il existe une possibilité de partenariat sincère, car ces milieux ne sont pas intrinsèquement malveillants,. Ainsi, les entrepreneurs seraient « emballés à l'idée d'étudier la question pour peu que l'on présente les choses d'une façon constructive ». Et dorénavant les instances de développement régional prendraient vraiment en compte l'avis local (davantage que pour l’Agenda 21). La Transition permettrait d'interpeller ces groupes dirigeants, d'influer sur leurs décisions et ainsi d'impliquer les simples citoyens dans la gouvernance. Pour Hopkins, la question de se faire coopter ou non n'est pas pertinente, tant que la transition avance effectivement.
Ensuite, pour Hopkins, l’absence d’opposition frontale du mouvement n’équivaut pas à de la naïveté. Au contraire, les transitionneurs auraient une grande compréhension des choses. Hopkins donne l’exemple du savoir économique nécessairement étendu pour penser et mettre en place une monnaie locale.
Les critiques de la Transition viennent principalement de la gauche radicale. Or, la Transition est un mouvement différent avec des principes différents. Par rapport à la gauche radicale qui prône la dénonciation et la lutte contre les institutions établies étatiques et économiques, la Transition croit davantage au dialogue et à la construction d’alternative à l’échelle locale.
Pour Hopkins, la Transition a plus de chance de convier les masses. La gauche radicale porte un message négatif,,. Les dénonciations rebutent les gens concernés, les paralysent ou les poussent à résister, et ainsi les perdent pour la cause. Le caractère confrontationnel décourage les tempéraments réservés de grossir les rangs militants. Enfin, les mesures prônées, unilatérales et sacrificielles, démotivent les potentiels sympathisants. Ainsi, cette posture divise, enferme les militants dans un entre-soi et un dogmatisme uniforme, abstrait et démoralisant,,. Cette austérité se retrouve dans les mots utilisés qui, pour Hopkins, ne peuvent convaincre que 2% de la population. A l’inverse, la Transition insuffle une vision positive selon Hopkins. Elle incite à rester humble puisque chacun est malgré lui composé de contradictions et de compromis, renforcés par le système,. Elle appelle à ne pas rentrer en opposition brutale avec les interlocuteurs sur leur responsabilité individuelle, leur idéologie ou la culture dominante,. Elle prône la discussion où les gens sont amenés à réfléchir par eux-mêmes et à choisirent leurs propres solutions constructives, au niveau collectif,. Le but est de rassembler un maximum de personnes très divers, de recréer du lien et de favoriser des actions les plus appropriées et localisées possible,. Pour mobiliser, Hopkins enjoint à employer un langage enthousiasmant qui parlent de ce qui touche très directement les gens, de ce qu’ils aiment, en évoquant la convivialité, la joie, la créativité, l’empowerment et le sens, comme si on les invitait à une fête. Ces prémisses permettraient une adhésion plus grande à la Transition.
Ensuite, pour Hopkins l’efficacité pratique est plus forte du côté de la Transition. La gauche radicale critique avec force la manière d’agir actuelle en espérant avoir un impact sur les décisions et voir la fin du capitalisme,,. Or, selon Hopkins, les instances dirigeantes seraient très peu atteignables par le blâme, de plus, penser la destruction du capitalisme et attendre sa chute pour agir serait très abstrait, hors de portée et inopérant,,. De leur côté, les transitionneurs agissent par eux-mêmes autrement selon leurs moyens. Pour Hopkins, l’action directe et concrète permet, à terme, de résoudre les problèmes et donc élimine le besoin de manifester. De plus, mener à bien des initiatives de transition suffit à les faire remarquer, donne de l’espoir et prouve que des alternatives sont possibles, notamment aux dirigeants,. La proposition de terrain serait donc supérieure à la déproposition théorique pour réaliser la transition.
Cependant, Hopkins pense que la confrontation est aussi utile, par exemple pour bloquer des méga projets insoutenables. L’opposition énonce ce qu’il ne faut pas faire, la Transition édifie ce qu’il faut faire. Il s’agit d’une approche complémentaire à la Transition, comme d’autres formes d’écologismes,. Mais Hopkins n’est pas en faveur de la fusion des luttes, car cela diluerait les messages et les efforts,,. Ainsi, la Transition est bien politique même si elle n’est pas partisane.

#### En français
- Hugo Carton, Pablo Servigne, Agnès Sinaï et Raphaël Stevens, Petit traité de résilience locale, Paris, Charles Leopold Mayer, 2015, 110 p.
- Paul Chatterton, Alice Cutler et Rob Hopkins, Un écologisme apolitique ? : débat autour de la transition, Réseau Transition Québec et Michel Durand (trad.), Montréal, Écosociété, 2013, 82 p.
- Grégory Derville, Réussir la transition écologique : outils pour agir ensemble, Mens, Terre vivante, 2019, 191 p.
- Dossier « Les principes de la Grande Transition », sur les liens entre la Transition et l'Économie sociale et solidaire (ESS).
- Rob Hopkins, Manuel de Transition : de la dépendance au pétrole à la résilience locale, Michel Durand et al. (trad.), Montréal, Écosociété, 2010, 212 p.
- Rob Hopkins et al., Le guide essentiel de la Transition. Comment lancer la Transition dans votre rue, votre village, votre région ou votre organisation, Caroline Durieux (trad.), Totnes, Transition Network, 2016, 64 p.
- Luc Semal et Mathilde Szuba, « Villes en transition : imaginer des relocalisations en urgence », Mouvements, 63, 2010, p. 130-136.

#### En anglais
- Shaun Chamberlain, The Transition Timeline : For a Local, Resilient Future, White River Junction, Chelsea Green Publishing, 2009, 192 p.
- Rob Hopkins, Energy Descent Pathways : Evaluating Potential Responses to Peak Oil, Plymouth, University of Plymouth, 2006, 57 p.
- Rob Hopkins, The Transition Companion : Making Your Community More Resilient in Uncertain Times, Totnes, Green Books, 2011, 320 p.
- Alexis Rowell, Communities, Councils and a Low Carbon Future : What We Can Do If Governments Won't, Totnes, Green Books, 2010, 216 p.

### Filmographie
- Emma Goude (réal.), En Transition 1.0 : De la dépendance au pétrole à la résilience locale, Royaume-Uni, Smith et Watson, 2009, 50 min. Version sous-titrée en français par Angela Foray et al. Version doublée en français par l'initiative Très-Saint-Rédempteur en Transition.
- Emma Goude (réal.), En Transition 2.0, Royaume-Uni, Green Lane Films, 2012, 67 min. Version sous-titrée en français par Pierre Bertrand et al.